# Jules-Émile Péan
Jules-Émile Péan (Marboué, 1830 – Parigi, 1898) è stato un chirurgo francese.
Chirurgo a Parigi, fu il primo ad eseguire con successo la splenectomia e la resezione del piloro per la cura del cancro. Nel 1890 ideò un'isterectomia vaginale per la cura del carcinoma.
Nel 1868 diede alla luce il primo esemplare di pinza  emostatica a cremagliera, la cosiddetta pinza di Péan.